# Peshawar
Peshawar (/pe.ʃa.waʁ/ ; en ourdou : پشاور, /peˈʃaːʋər/  ; en pachto : پېښور, /peˈçəwər/  ; en hindko : پشور, /pɪˈʃɔːɾ/ ) est une ville d'environ deux millions d'habitants située dans le Nord du Pakistan, à l'extrémité orientale de la passe de Khyber. Elle est la capitale de la province de Khyber Pakhtunkhwa et sa population la classe sixième ville du pays. 
Cité antique connue sous le nom de Purushapura dans l'Inde ancienne, elle était alors la capitale du Gandhara. Elle était aussi connue des Grecs sous le nom de « Peukalaotis ». C'est un lieu de peuplement historique des Pachtounes.
Peshawar est classée septième ville la plus polluée au monde par l'Organisation mondiale de la santé.

## Géographie
La ville est située au cœur de la vallée ou bassin de Peshawar, étant entourée de montagnes qui la sépare à l'est des vallées du Pendjab. Peshawar se trouve dans la partie basse de la vallée parfois appelée plaine de Gandhara, nom historique de la région. 

### Climat
Peshawar est situé en climat semi-aride, avec des étés chauds et longs et un hiver doux à légèrement froid. Les températures montent jusqu'à 40 °C entre avril et septembre. Le record de faible température a été établi en janvier avec −3,9 °C. Les pluies sont surtout fortes de juillet à août après des mois de mai et juin généralement secs.

## Historique
Il s'agit d'une des villes les plus anciennes du pays, un centre de commerce entre le sous-continent indien, l'Afghanistan et l'Asie centrale.
Dès le premier millénaire avant notre ère, la ville est un centre important de culture de la civilisation du Gandhâra, berceau de l'Art gréco-bouddhique, ainsi qu'un lieu de pèlerinage bouddhiste, jusqu'à ce que le bouddhisme entre en déclin dans le monde indien. 
Au IIe siècle de notre ère, le roi kouchan Kanishka Ier, grand protecteur du bouddhisme fait de Peshawar la capitale de l'Empire kouchan, qui s'étend du Tadjikistan à la mer Caspienne et à l’Afghanistan et, vers le sud, à la vallée du Gange. Il fait construire un stupa de 152 mètres de haut qui reste pendant plusieurs siècles le plus grand édifice d'Inde et de Chine.
Asanga et Vasubandhu, deux frères brahmanes indiens, fondateurs de l'école Vijñānavāda (rien que conscience) du bouddhisme mahāyāna, considérés comme bodhisattva par les bouddhistes ultérieurs, sont nés et ont grandi dans cette fameuse ville.
Les raids de Mahmoud de Ghazni, au début du XIe siècle, détruisent toutes traces visibles de la civilisation du Gandhara. 
Bâbur la traverse en 1526 au sortir de la passe en route pour sa conquête de l'Inde, mais ce sont ses descendants qui vont redorer le blason de la cité. Elle doit son nom actuel – qui signifie « ville frontière » – à l'empereur moghol Akbar qui en améliora les fortifications et le bazar. Sher Shâh Sûrî la relia au Bengale par la Grand Trunk Road, un des axes majeurs de communication du sous-continent indien.
Elle a ensuite été l'une des villes de l'Empire durrani, ou Empire afghan, jusqu'à sa prise en 1818 par l'Empire sikh.

Bidonvilles de Peshawar en 1993 (IHS).
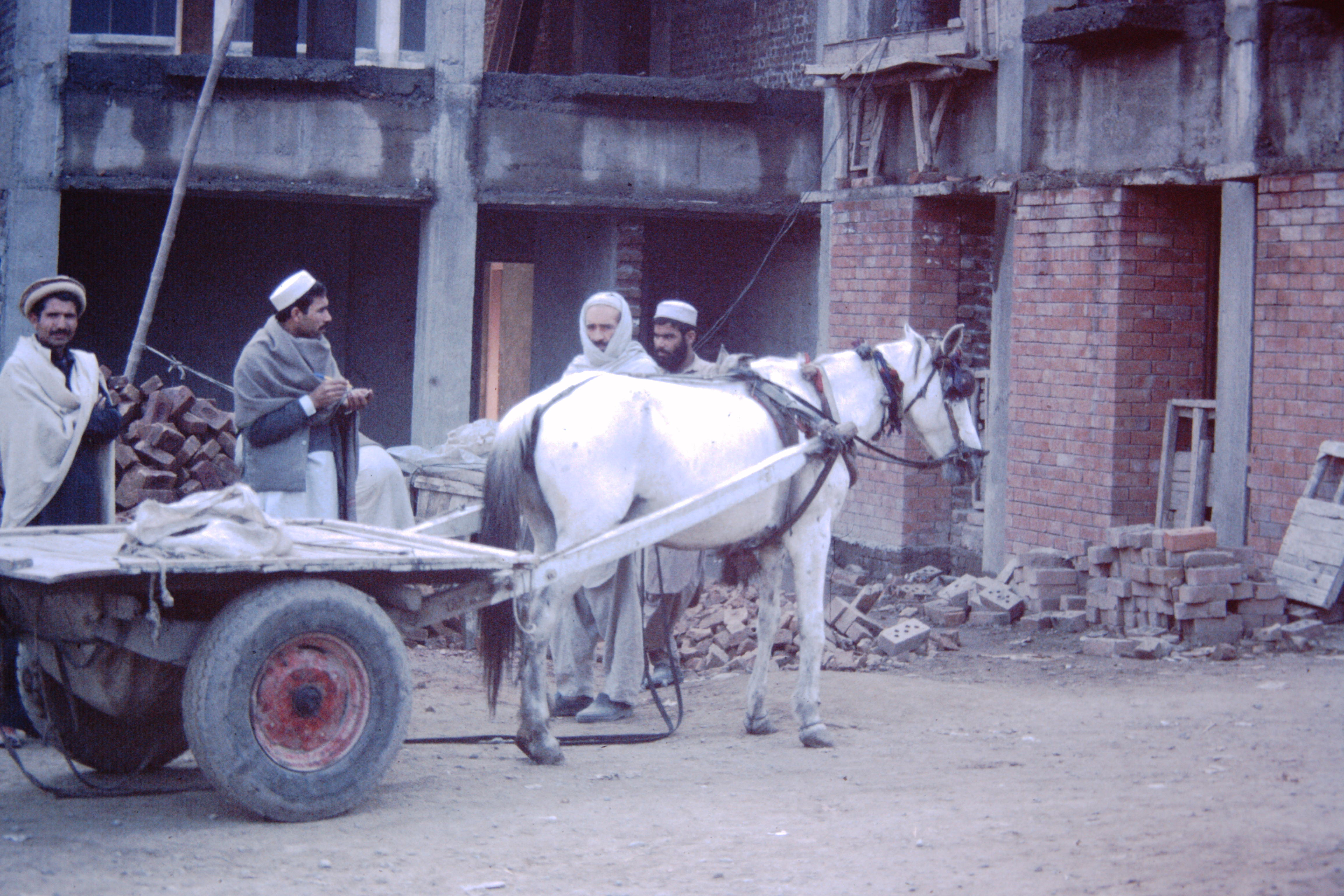
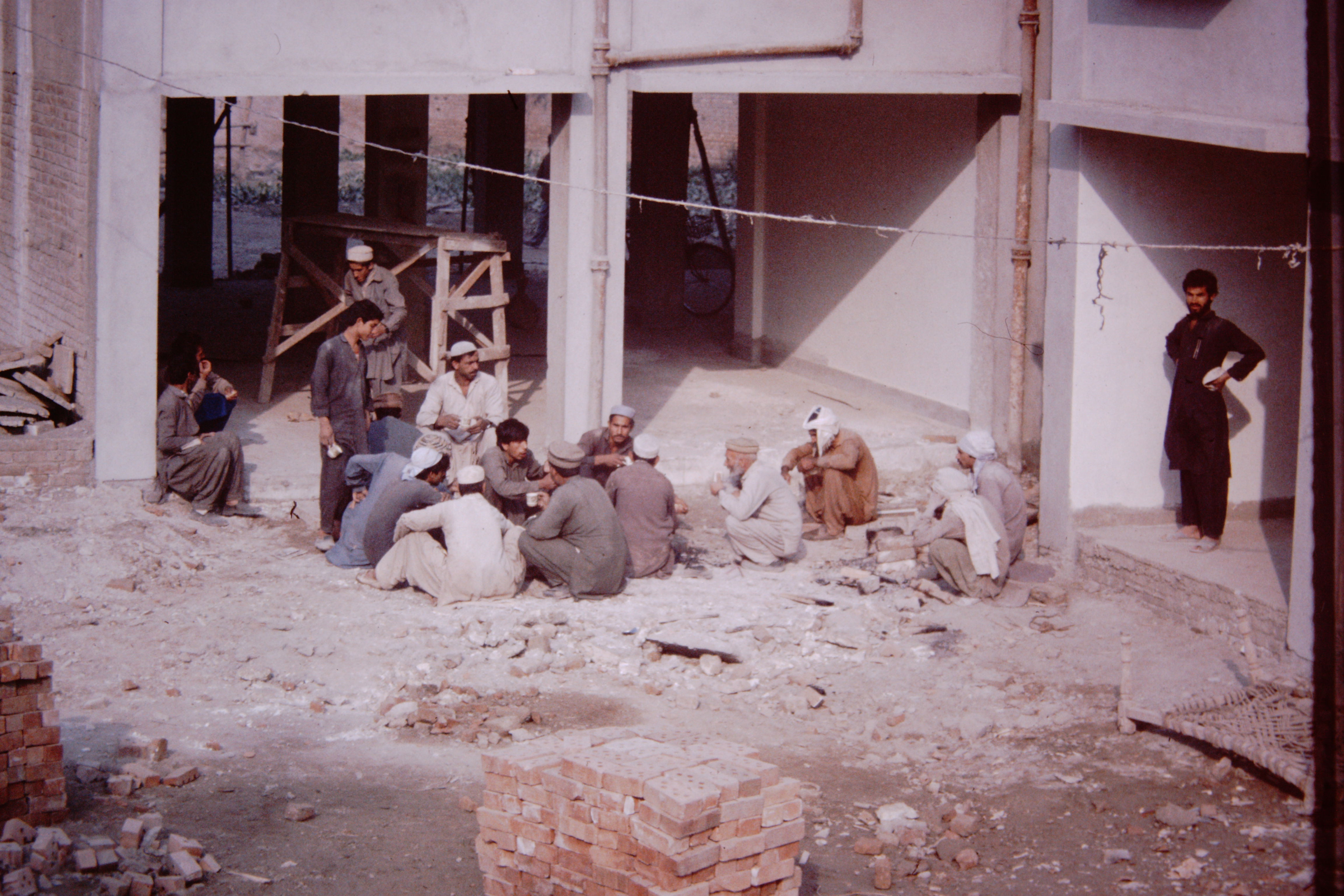

Peshawar a été la base de repli des djihadistes afghans pendant l'occupation soviétique de l'Afghanistan.

## Conflits

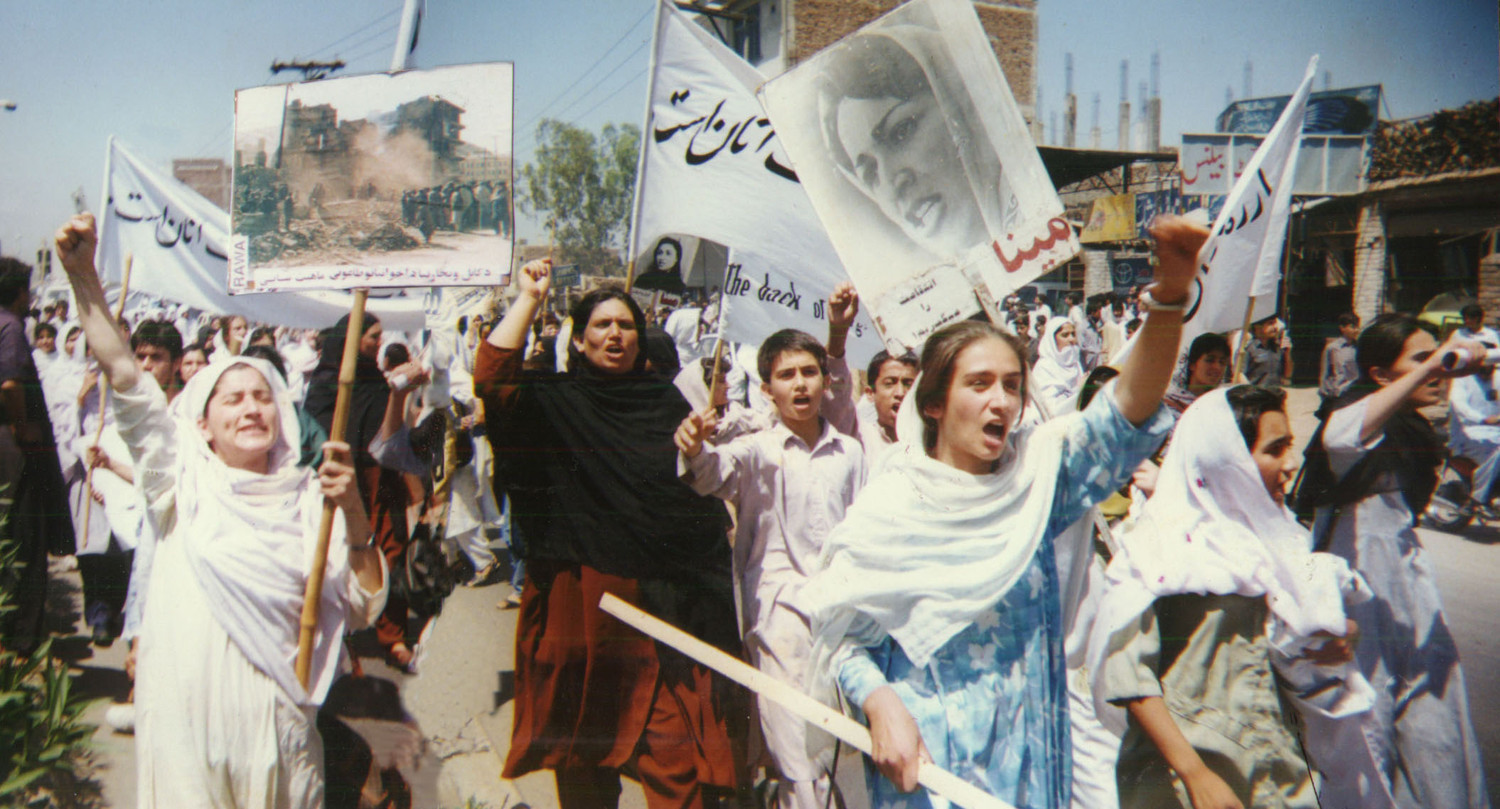
Manifestations anti-talibanes à Peshawar, en 1998.

Peshawar est proche des régions tribales, zone instable abritant les fiefs des talibans. La ville est souvent victime d'attaques de ces derniers et se trouve au cœur de l'insurrection islamiste au Pakistan. Ces derniers ont redoublé depuis 2007 et également après le lancement d'une offensive de l'armée pakistanaise contre les talibans dans le Sud-Waziristan le 17 octobre 2009.
Environ cinquante personnes ont été tuées au cours de l'année 2007, dont le chef de la police de Peshawar. Plus de soixante ont été victimes des explosions en 2008, et l'année 2009 a été la plus violente avec plus de 320 morts. En 2010, plus de cinquante personnes ont été tuées dans la ville. L'une des attaques les plus meurtrières du pays a d'ailleurs eu lieu dans la ville : le 28 octobre 2009, un attentat fait plus de 110 morts et il coïncide avec la visite d'Hillary Clinton dans le pays.
Le 22 septembre 2013, une faction talibane revendique un attentat dans une église de Peshawar. Cette attaque, alors la plus meurtrière contre la communauté chrétienne du pays, fait 82 morts. Le 16 décembre 2014, au moins 141 étudiants sont tués dans l'attaque d'une école par un commando taliban. Il s'agit de l'assaut terroriste le plus meurtrier perpétré au Pakistan.

## Démographie

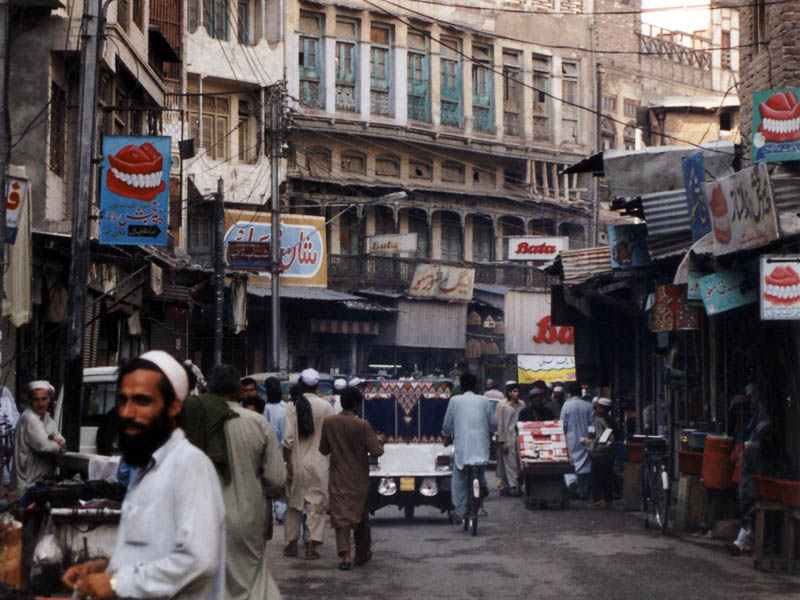
Rue commerçante du vieux-Peshawar, en 2005.

La population de la ville a été multipliée par presque quatre entre 1972 et 2017, passant d'environ 273 000 habitants à deux millions. Entre 1998 et 2017, la croissance annuelle moyenne s'affiche à 3,7 %, largement supérieure à la moyenne nationale de 2,4 %. Le recensement de 2023 montre toutefois une baisse de la population.
Elle est la ville la plus peuplée de la province de Khyber Pakhtunkhwa et la sixième plus importante du pays.
La ville est essentiellement peuplée de Pachtounes parlant de pachto (88 %), mais on trouve de petites minorités parlant hindko (6 %), ourdou (4 %) ou pendjabi (1 %).
Selon le recensement de 2023, près de 99 % de la population est musulmane. On compte toutefois une petite communauté chrétienne de près de 24 000 fidèles en plus de quelque 1 600 hindous et 1 400 sikhs.
|            | 1972 (rec.) | 1981 (rec.) | 1998 (rec.) | 2017 (rec.) | 2023 (rec.) |
| ---------- | ----------- | ----------- | ----------- | ----------- | ----------- |
| Population | 272 697     | 566 248     | 982 816     | 1 970 042   | 1 905 975   |

## Urbanisme
La ville est la capitale de la province de Khyber Pakhtunkhwa, ainsi que des régions tribales. Elle est le siège d'une université, l'Université de Peshawar depuis 1950 et d'un musée d'art du Gandhâra.

## Politique

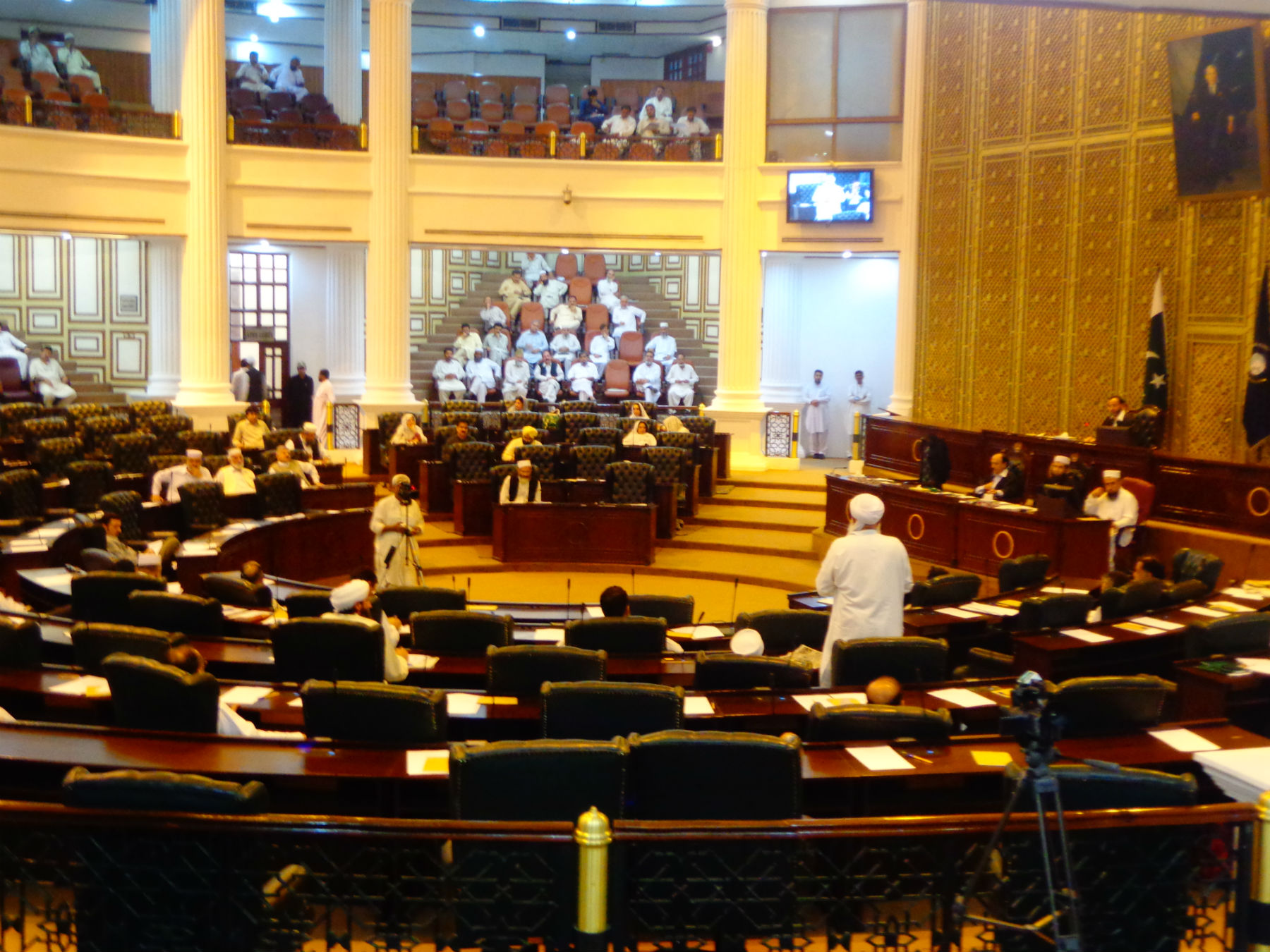
L'Assemblée provinciale de Khyber Pakhtunkhwa.

En tant que capitale provinciale, Peshawar accueille les sièges de l'Assemblée provinciale de Khyber Pakhtunkhwa et du gouvernement local. Depuis le redécoupage électoral de 2018, la ville est représentée par les six circonscriptions numérotées 74 à 79 pour l'Assemblée provinciale et les quatre 27 à 30 à l'Assemblée nationale. 
Depuis les élections législatives de 2002, la ville a successivement été un fief des islamistes du Muttahida Majlis-e-Amal, des socialistes pro-Pachtounes du Parti national Awami en enfin du nationaliste Mouvement du Pakistan pour la justice depuis le scrutin de 2013. 
| Parti                                       | Voix (province) | %       | Élus provinciaux |
| ------------------------------------------- | --------------- | ------- | ---------------- |
| Mouvement du Pakistan pour la justice       | 114 611         | 48,03 % | 5                |
| Parti national Awami                        | 36 425          | 15,26 % | 0                |
| Parti du peuple pakistanais                 | 28 314          | 11,86 % | 0                |
| Muttahida Majlis-e-Amal                     | 27 765          | 11,63 % | 0                |
| Autres partis                               | 25 638          | 10,74 % | 0                |
| Indépendants                                | 5 883           | 2,47 %  | 0                |
| Total exprimés (participation : 41,28 %)    | 238 636         | 100 %   | 5                |
| Source : Commission électorale du Pakistan, |                 |         |                  |

## Galerie

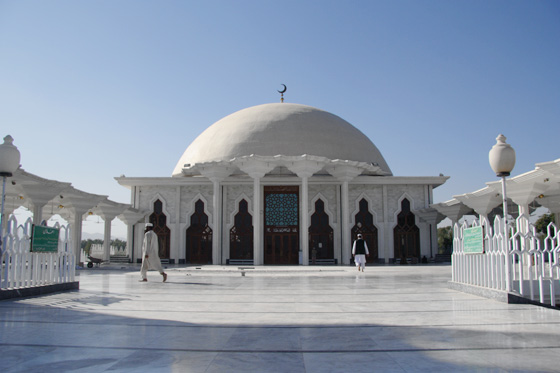
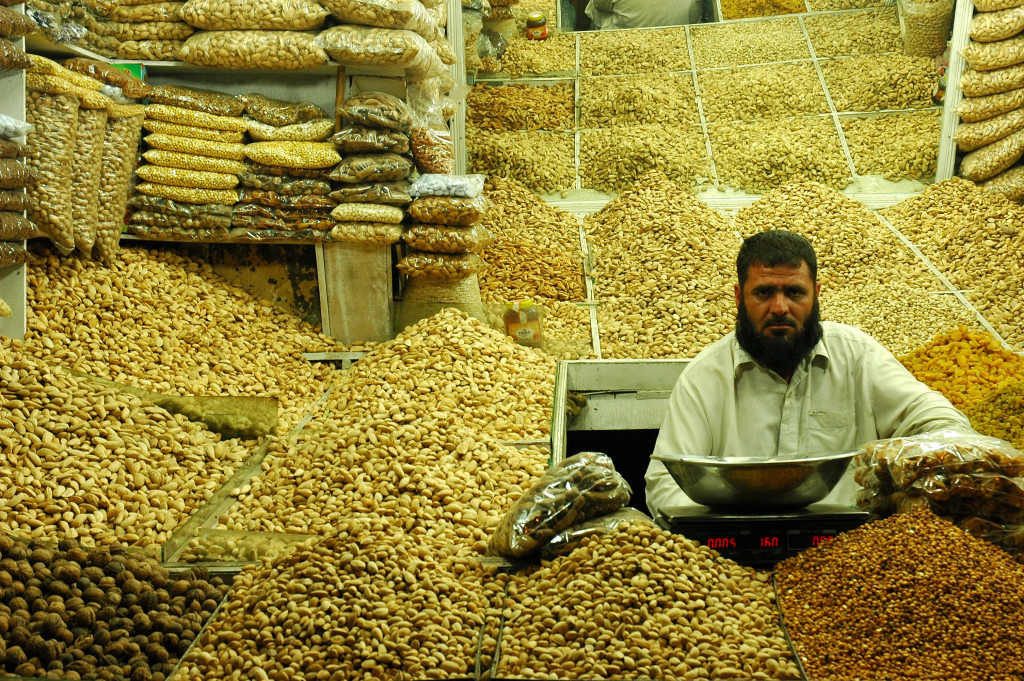
Un marché à Peshawar